# Oberstenfeld
Oberstenfeld es un municipio alemán perteneciente al distrito de Luisburgo de Baden-Wurtemberg.

## Localización
Se ubica unos 15 km al noreste de la capital distrital Luisburgo.

## Historia
Se conoce su existencia desde los siglos VII-VIII. La localidad perteneció al castillo de Lichtenberg hasta que en 1357 fue vendida a la Casa de Wurtemberg. En 1971 se amplió el municipio con la incorporación del hasta entonces municipio de Gronau, que incluía las localidades de Gronau y Prevorst.

## Demografía
A 31 de diciembre de 2015 tiene 7928 habitantes.